# エラウニン
エラウニン（ギリシャ語の動詞ἐλαύνω 「私は操縦する」）は、オキシタラン線維間のエラスチンの沈着から形成される弾性線維の成分である。歯根膜や真皮の結合組織、特に汗腺に存在する。

## 概要
「正常なヒトの皮膚の弾性システムを、光顕微鏡と電子顕微鏡で研究した。オキシタラン、エラウニン、弾性線維である。最も表層にある線維（オキシタラン線維）は非常に細く、真皮表皮接合部に対して垂直に伸びている。これらはエラウニン線維のスジ状の特徴を持つ叢から始まり、網状真皮の太い弾性線維とつながっている。電子顕微鏡レベルでは、オキシタラン線維は直径10〜12nmの管状ミクロフィブリルの束で形成されている。真皮の最も深い層では、これらの束の芯に非晶質物質が見られる。エラウニン線維では非晶質はまばらであるが、弾性線維では豊富でコンパクトである。」

## 識別
オキシタラン線維とは異なり、エラウニン線維は事前に酸化することなく、オルセイン、アルデヒドフクシン、レゾルシンフクシンによって染色される。

## 調査結果
エラウニン線維は、ヒトのエクリン汗腺の分泌コイル内で発見された。 それらは、弾性線維とは異なる恒常性を持つ微小管の束の中で発見された。 分泌コイルで発見されたエラウニン線維は、弾性線維よりも太くない外観をしていた。
エラウニンは歯周靭帯の線維のところに確認できる。
弾性線維があり、主な弾性線維の一種がエラウニンである。
真皮乳頭部では、エラウニンが減少すると失われる。